# Varonne
Varonne ou Varone, appelée en allemand Varen, est une commune suisse du canton du Valais, située dans le district de Loèche.

## Géographie

Photo aérienne (1955).

Le territoire de Varonne s'étend sur 12,81 km2. Lors du relevé de 2013-2018, les surfaces d'habitations et d'infrastructures représentaient 3,9 % de sa superficie, les surfaces agricoles 33,4 %, les surfaces boisées 35,4 % et les surfaces improductives 27,0 %.
| Crans-Montana |         | Inden  |
| Crans-Montana | Varonne | Inden  |
| Salquenen     | Loèche  | Loèche |

## Histoire
Des fouilles archéologiques témoignent de la colonisation de Varonne dès l'âge du bronze (VIIIe siècle avant J.C.).
L'endroit est mentionné pour la première fois en 1241 dans un certificat de vente d'un vignoble. En 1543, les statuts municipaux ont été rédigés.
Au spirituel, d'abord rattachée à Loèche, Varonne est érigée en paroisse en 1783. À l'occasion de la bataille de Finges en 1799, de nombreux soldats de l'armée napoléonienne ont été jetés dans les gorges de la Dala. Pour se venger de cela, l'église Notre-Dame-des-Sept-Douleurs a été incendiée. Elle est reconstruite dès 1800-1804.
En 1990, la nouvelle route pour relier Varonne à Loèche est ouverte avec un nouveau pont sur la Dala.

## Population et société

### Démographie

#### Évolution de la population
Varonne compte 692 habitants au 31 décembre 2022 pour une densité de population de 54 hab/km2. Sur la période 2010-2019, sa population a augmenté de 5,4 % (canton : 10,5 % ; Suisse : 9,4 %).  

#### Pyramide des âges
En 2020, le taux de personnes de moins de 30 ans s'élève à 25,8 %, au-dessous de la valeur cantonale (31,7 %). Le taux de personnes de plus de 60 ans est quant à lui de 33,8 %, alors qu'il est de 26,6 % au niveau cantonal.
La même année, la commune compte 358 hommes pour 324 femmes, soit un taux de 52,5 % d'hommes, supérieur à celui du canton (49,6 %).
| Hommes | Classe d’âge | Femmes |
| ------ | ------------ | ------ |
| 0,0    | 90 ans ou +  | 0,9    |
| 10,1   | 75 à 89 ans  | 11,7   |
| 20,1   | 60 à 74 ans  | 24,7   |
| 21,2   | 45 à 59 ans  | 21,9   |
| 20,9   | 30 à 44 ans  | 17,0   |
| 13,7   | 15 à 29 ans  | 10,8   |
| 14,0   | - de 14 ans  | 13,0   |

| Hommes | Classe d’âge | Femmes |
| ------ | ------------ | ------ |
| 0,5    | 90 ans ou +  | 1,2    |
| 7,5    | 75 à 89 ans  | 9,4    |
| 16,8   | 60 à 74 ans  | 17,7   |
| 22,2   | 45 à 59 ans  | 21,7   |
| 20,3   | 30 à 44 ans  | 19,4   |
| 17,7   | 15 à 29 ans  | 16,6   |
| 14,9   | - de 14 ans  | 14,1   |

### Langues
La commune est bilingue, avec une population majoritairement germanophone et une minorité francophone.

## Culture et patrimoine

### Patrimoine bâti
L'église Notre-Dame-des-Sept-Douleurs est construite lors de la création de la paroisse en 1783. Elle est presque entièrement détruite lors de la bataille de Finges en 1799. Elle est alors reconstruite entre 1800 et 1804, puis agrandi de deux galeries en 1870. L'église est construite selon les plans de l'architecte Walter Feliser. L'ancienne tour a été conservée et est maintenant entourée d'une salle hexagonale. Les fenêtres de l'église ont été conçues par Anton Mutter. Les deux tremblements de terre de 1946 et 1960 ont causé de tels dommages que l'église a dû être reconstruite en 1967-1969.
Le pont des Gorges de la Dala est construit sur les gorges de la Dala entre 1986 et 1990 pour relier Varonne à Loèche.

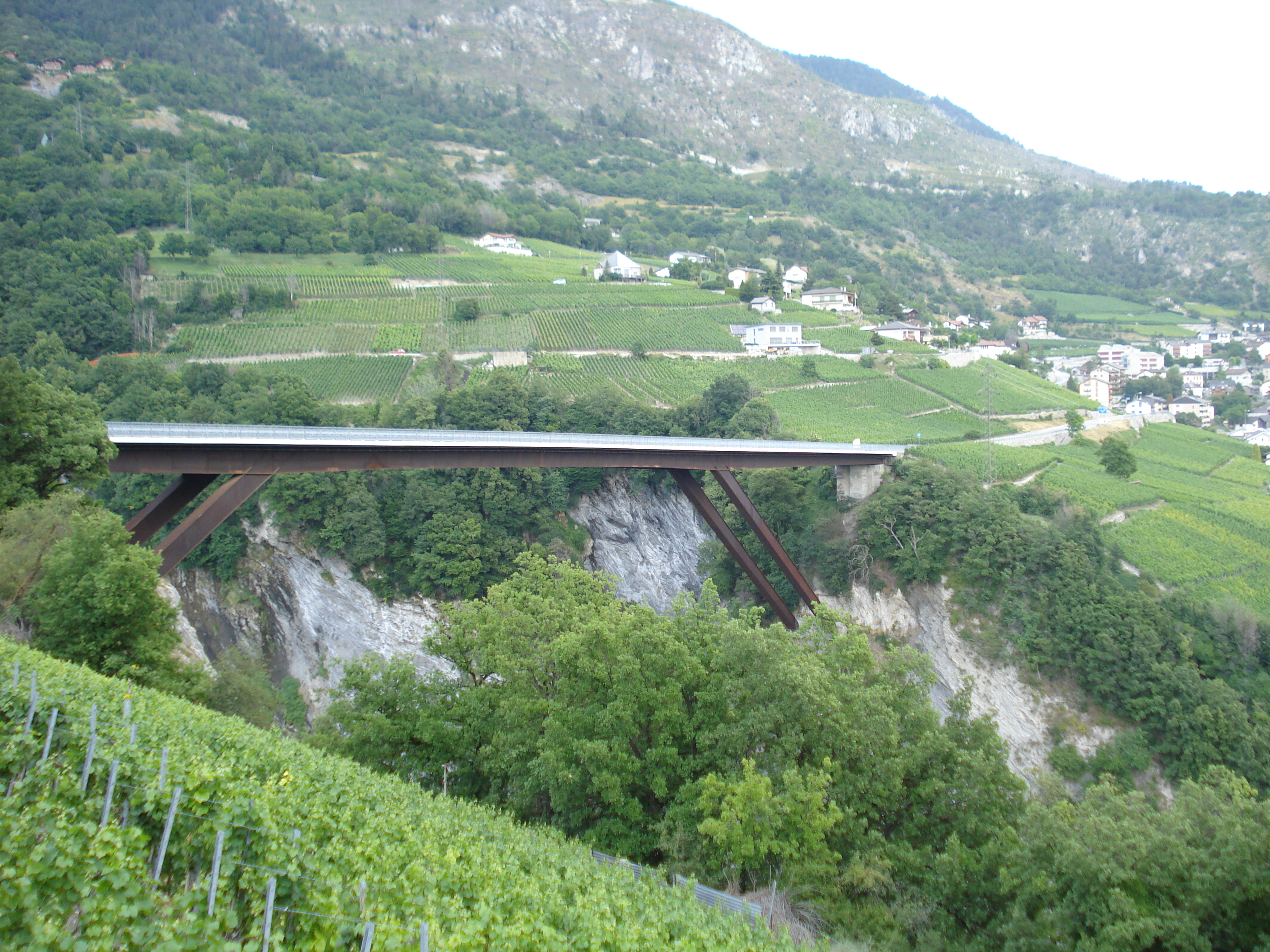
Nouveau pont enjambant les gorges de la Dala
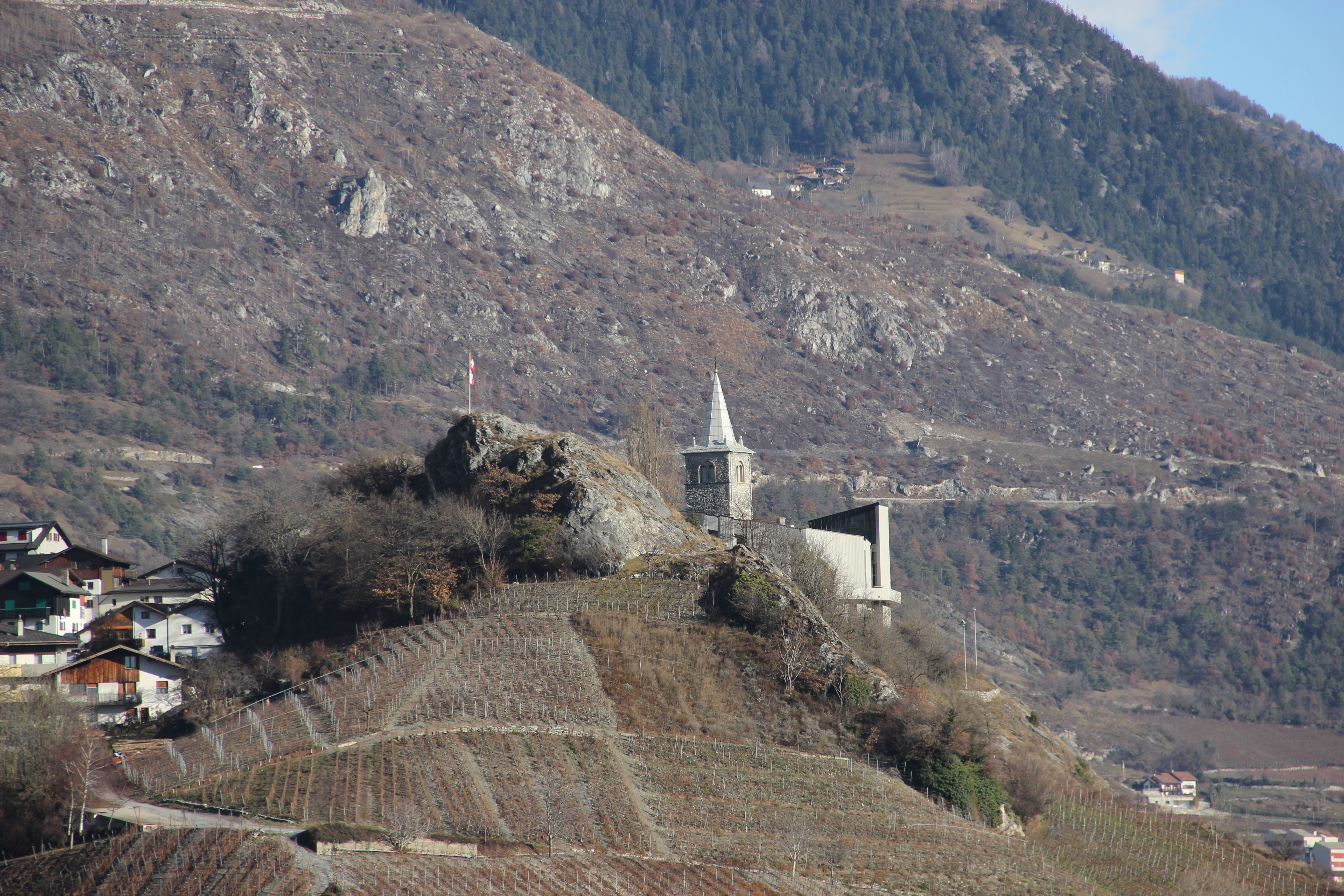
Église Notre-Dame-des-Sept-Douleurs

### Viticulture
Environ 1 million de litres de vin sont produits chaque année sur une superficie de 132 hectares à Varonne. En plus des cépages typiques du Valais tels que le Cornalin, le Chasselas, le Sylvaner et des cépages autochtones tels l'Arvine, l'Humagne rouge et l'Humagne blanche, on trouve des spécialités telles que le Gwäss (Gouais) et le Plantscher. Le village compte dix domaines viticoles qui sont gérés exclusivement comme des entreprises familiales.

### Personnalités
- Brigitte Albrecht Loretan (née en 1970 à Lax), ancienne skieuse de fond qui habite Varonne.
- Didier Plaschy (né en 1973 à Varonne), ancien skieur alpin.

### Héraldique
| Blason | Blasonnement : « D'or à l'arbre arraché de sinople fûté au naturel surmontant un mont à trois coupeaux du second, au chef d'azur chargé de trois étoiles d'argent. » |

Les armoiries de Varonne sont dessinées en 1903 par F. Ritz. Elles sont adoptées officiellement en 1939 à la suite de l’Exposition nationale de Zurich.